# Église Saint-Lyé de Saint-Lyé
L'église Saint-Lyé est une église située à Saint-Lyé, en France.

## Description
Sa tour carrée, sa nef et son portail central sont du XIe siècle. Pour le reste elle date de la seconde moitié du XIIe siècle. 
Dans la statuaire il est à remarquer trois statues classées, en pierre polychrome, saint Fiacre, saint Étienne, saint Lyé du XVIe siècle.
Une chaire à prêcher du XVIIIe siècle. Un tableau, la Vision de saint Lyé par Pierre Cossard ou Guillaume II Cossard.

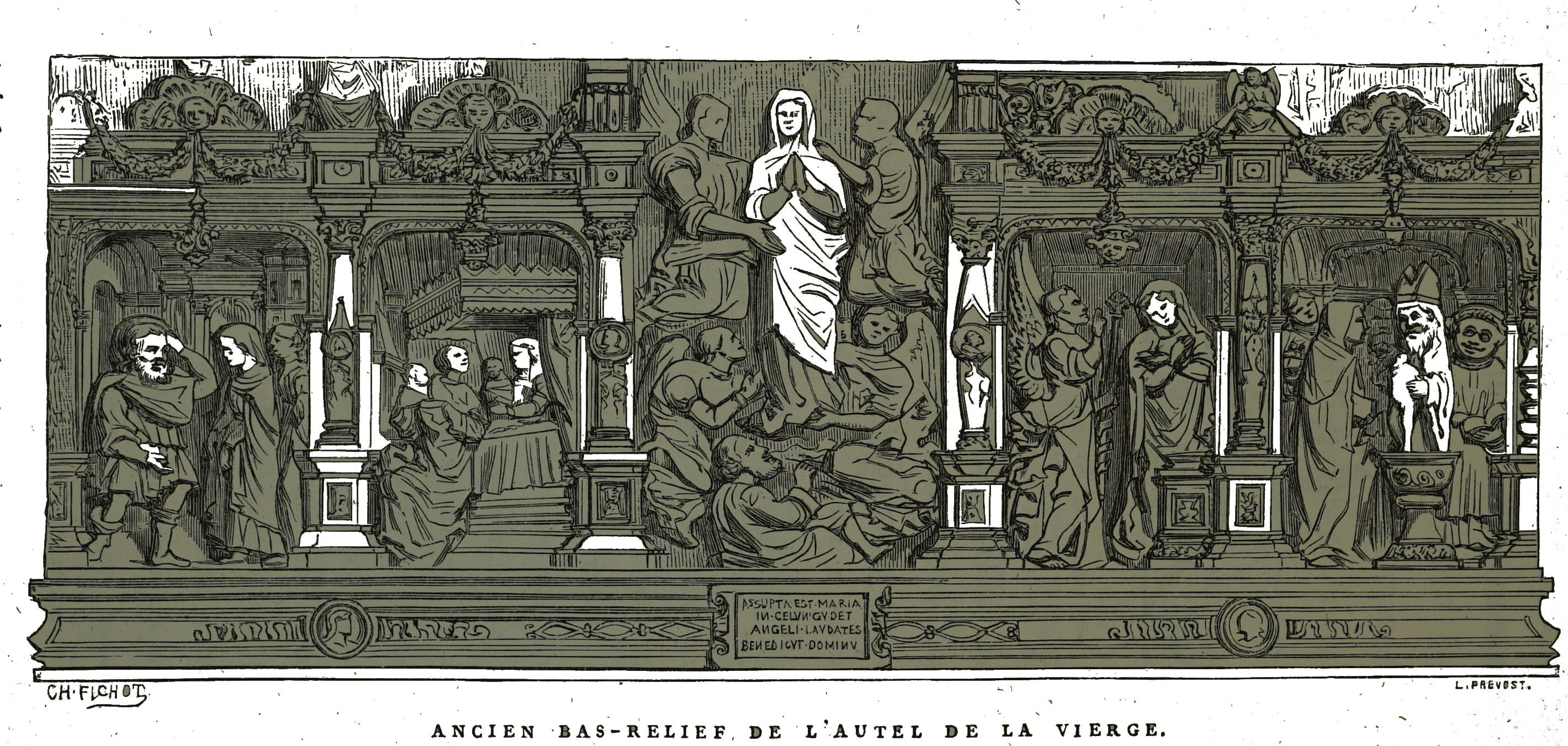
Retable d'autel[5],
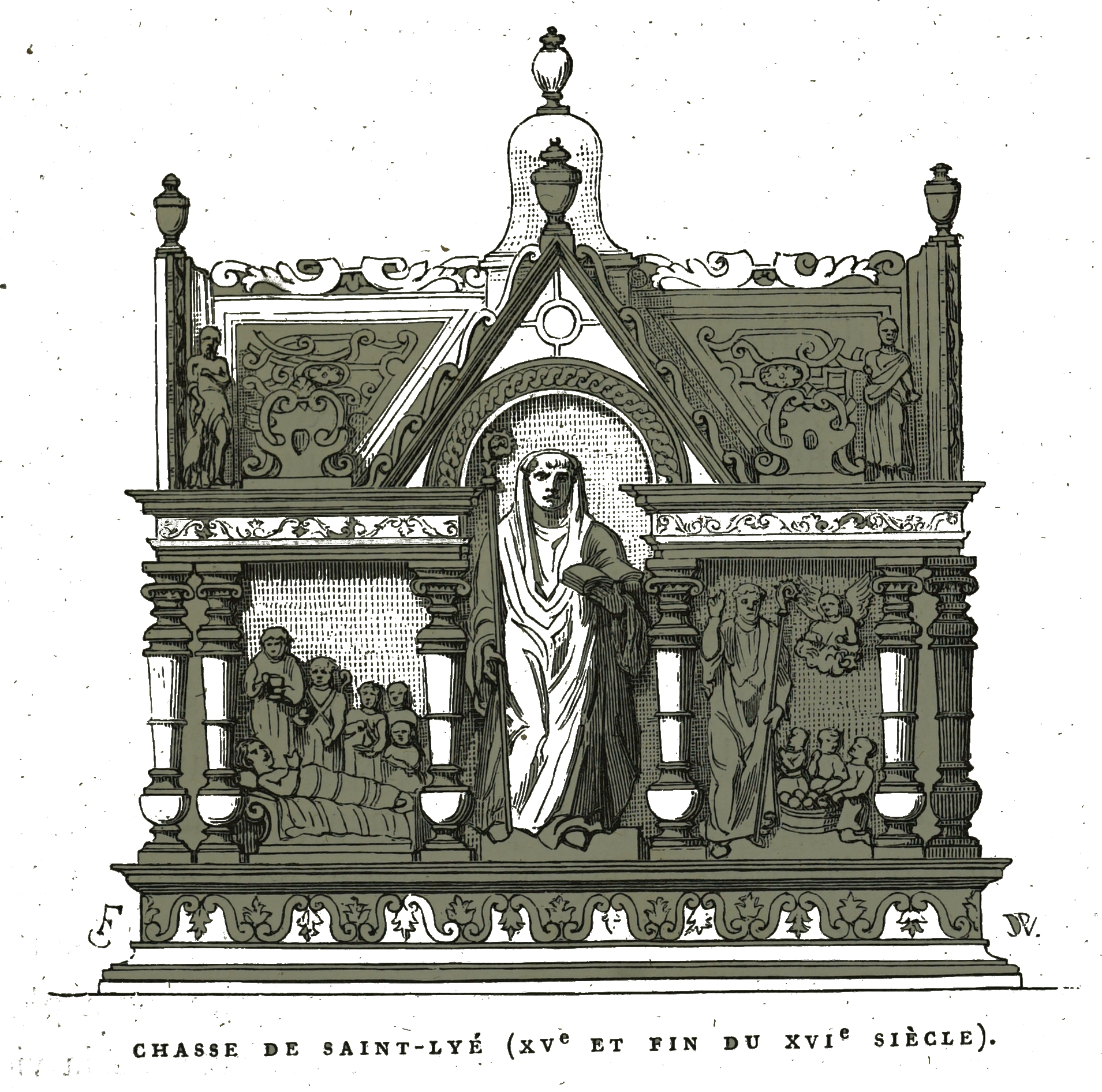
chasse[6].

## Localisation
L'église est située sur la commune de Saint-Lyé, dans le département français de l'Aube.

## Historique
L'église était le siège d'une paroisse de l'archiprêtrise de Troyes et avait Payns et Le Pavillon comme succursale et la curé était à la collation de l'évêque.
L'édifice est inscrit au titre des monuments historiques en 1972.